# Onychorhynchus
Onychorhynchus és un gènere d'ocells de la família dels titírids (Tityridae), batejats en català com a cabdills reials.

## Característiques
Els cabdills reials són ocells amb plomalls espectaculars, molt acolorits i en forma de ventall. De mida mitjana, mesuren al voltant de 16 cm de longitud i habiten al sotabosc de selves humides de baixa altitud on són sorprenentment inconspicus. Els seus nius pendulars són molt llargs i generalment són construïts penjant sobre un rierol o petit corrent d'aigua.

## Llistat d'espècies
Segons la Classificació del Congrés Ornitològic Internacional (versió 2.5, 2010) aquest gènere està format per 4 espècies:
- Onychorhynchus mexicanus - cabdill reial septentrional
- Onychorhynchus occidentalis - cabdill reial del Pacífic.
- Onychorhynchus coronatus - cabdill reial amazònic.
- Onychorhynchus swainsoni - cabdill reial atlàntic.